# Astronomisch uurwerk

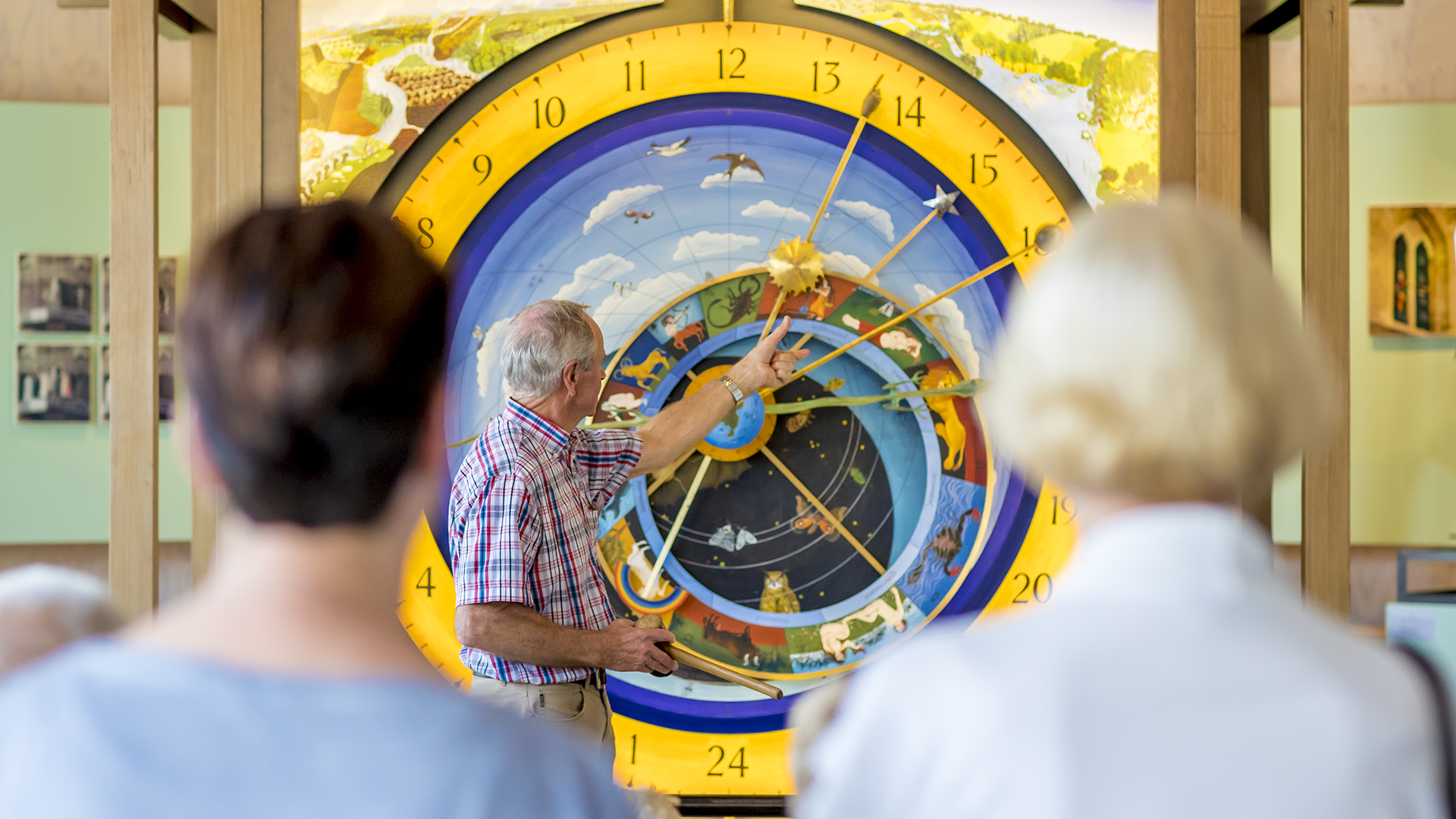
Astronomisch uurwerk in het Noord-Brabantse 'Asten'

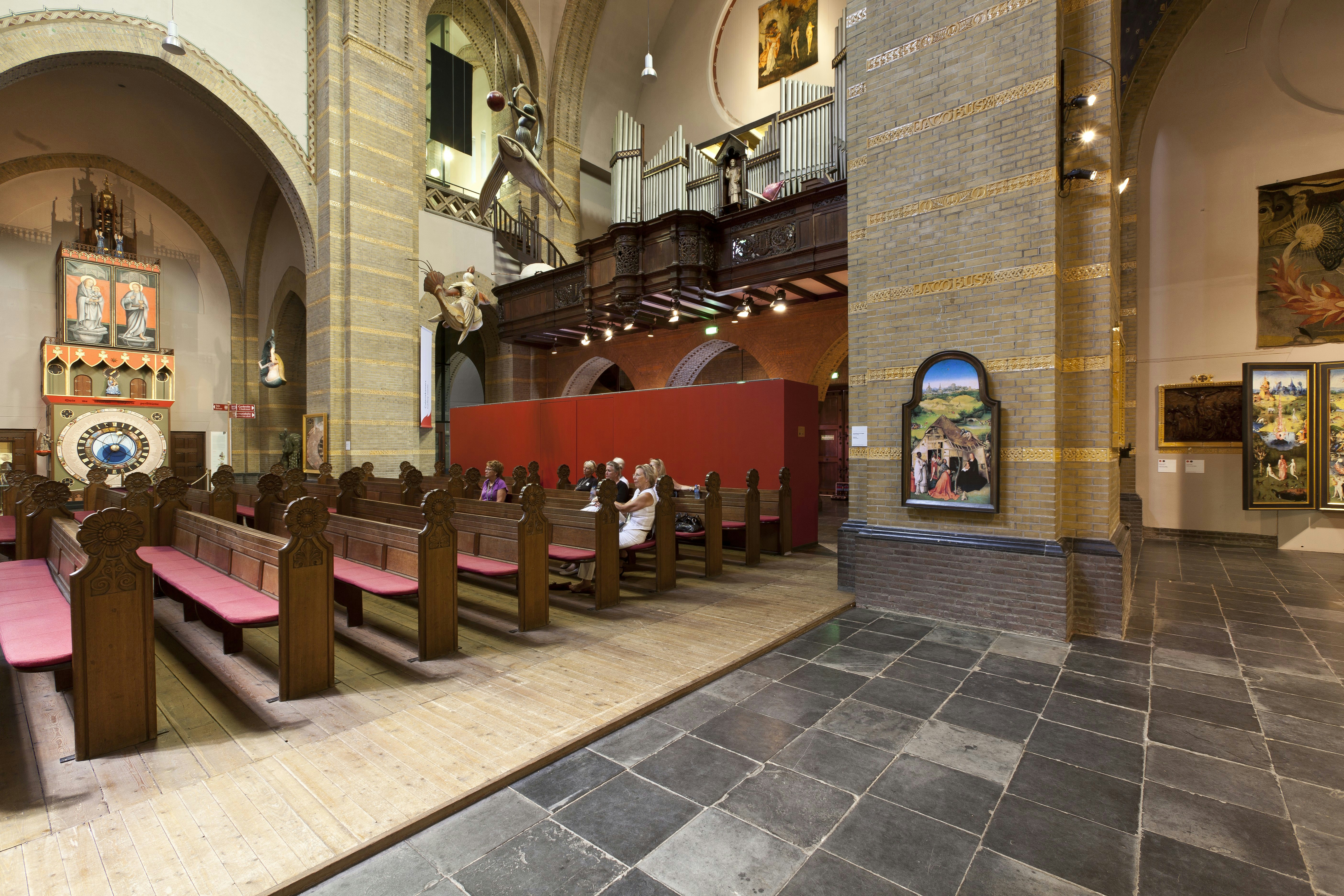
Links het astronomische uurwerk 'Laatste Oordeel' in 's-Hertogenbosch

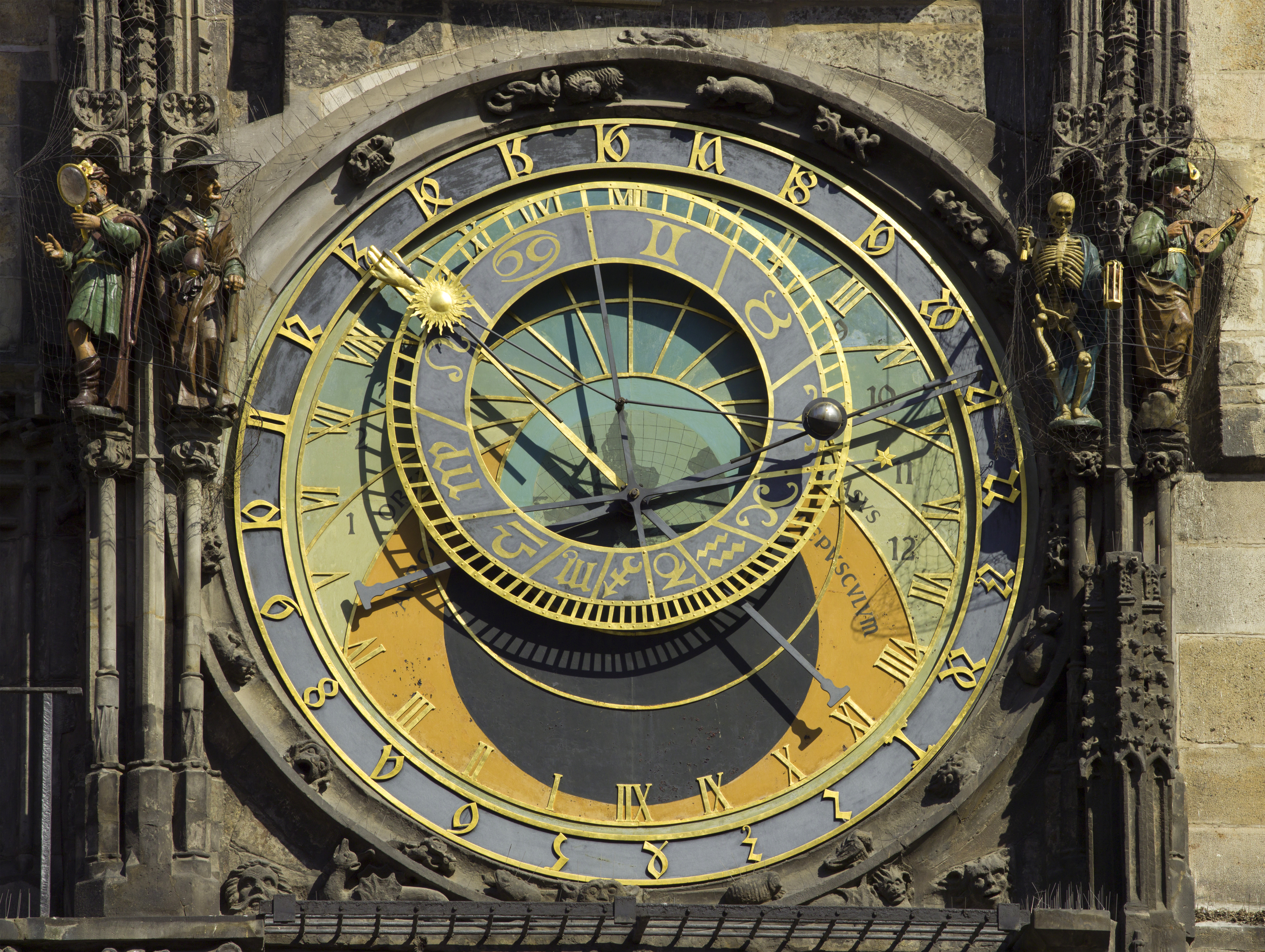
Astronomisch uurwerk van Praag

Een astronomisch uurwerk of astronomische klok is een uurwerk waarop men astronomische gegevens kan aflezen, zoals de stand van de zon, maan, sterrenbeelden en/of de sterrenhemel zoals die zich boven de plaats toont waar het uurwerk zich bevindt en soms van (de stand van) de belangrijkste planeten, evenals allerlei cyclische informatie zoals de tijdsduur van de dag en de nacht op dat moment en de tijdstippen van zonsopkomst en -ondergang, datum van de zons- en maansverduistering, datum van Pasen en andere religieuze feesten, tijdstippen van de getijden.

## Geschiedenis
Astronomische uurwerken zijn vaak zeer artistiek vormgegeven en versierd met religieuze, culturele of wetenschappelijke onderdelen. Een van de bekendste uurwerken van dit type is het astronomisch uurwerk van Praag waarvan het centrale deel is vervaardigd in het jaar 1410. Dit uurwerk is bevestigd aan de zuidelijke buitenmuur van het Oude Raadhuis aan het Oudestadsplein in de Oude Stad van Praag. In Bern (stad) is de astronomische klok boven in de Zytglogge-toren. Deze uurwerken staan ook binnen in gebouwen, zoals het uurwerk in de kathedraal van Lyon, dat al in de 14e eeuw werd vervaardigd, en het uurwerk in de Marienkirche in Rostock.
Op 17 mei 1902 ontdekte archeoloog Spyridon Stais tussen de voorwerpen die in een scheepswrak bij Griekse eiland Antikythera waren ontdekt, een klomp geoxideerd materiaal met daarin het zogenoemde mechanisme van Antikythera dat beschikte over meerdere tandwielen. Aangenomen wordt dat het mechanisme, dat uit 82 v.Chr. dateert en in die tijd werd gebruikt als astronomisch uurwerk.

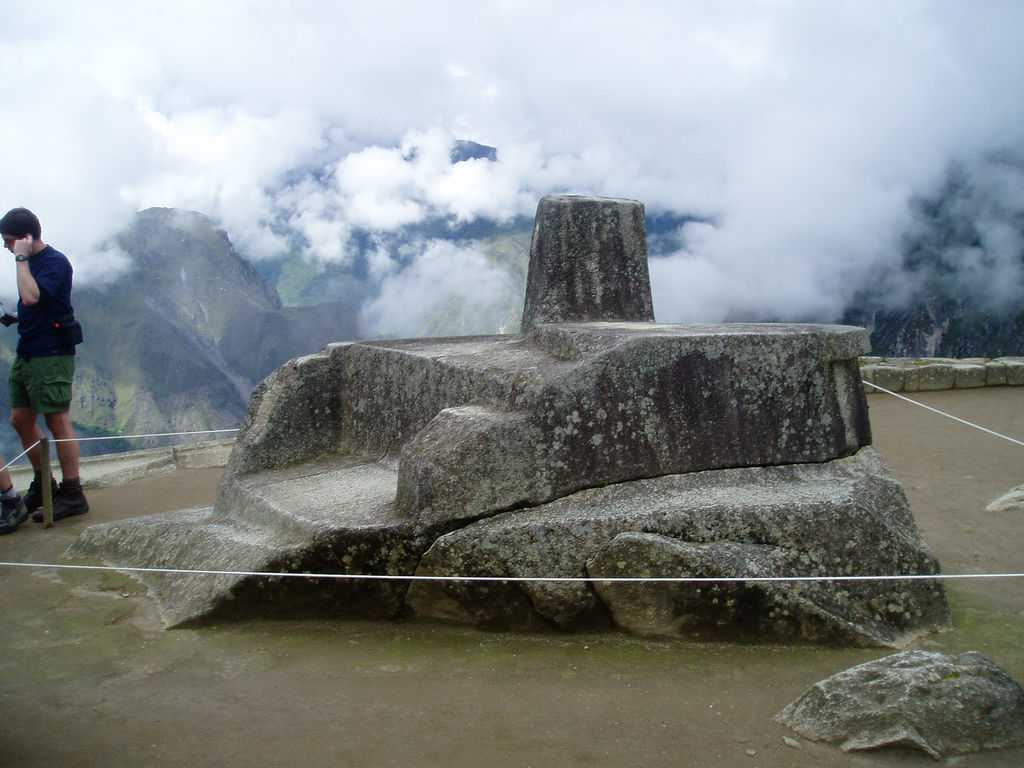
Intihuatana, Machu Picchu

In Machu Picchu in het huidige Peru is nog veel van de oude Inca-beschaving terug te vinden, waaronder de Intihuatana ("Zonneknevel"). Hiervan wordt aangenomen dat hij door de Inca's bedoeld was als een astronomisch uurwerk. Anderen dichten het bouwwerk een astrologische rol toe.
De Belgische uurwerkmaker Kamiel Festraets bouwde van 1937 tot 1942 een astronomisch uurwerk dat zijn levenswerk zou worden en tevens het grootste astronomische compensatieuurwerk ter wereld is, met een hoogte van 6,16 meter. Dit uurwerk is te zien in de Begijnhof van Sint-Agnes in het Belgisch-Limburgse Sint-Truiden. Ook in de Zimmertoren te Lier werd in 1928 een astronomisch uurwerk ingebouwd door Louis Zimmer. Hij bouwde ook nog een Wonderklok voor de wereldtentoonstelling in Amerika, die nu in een afzonderlijk paviljoen naast de Zimmertoren te bewonderen valt.
Een modern astronomisch uurwerk in Nederland is te vinden in de hal van het gemeentehuis van Leusden en is gemaakt door de Klokkengieterij Eijsbouts en Nic Loning in 1982. Het heeft een paneelplaat van tweemaal 218 cm. Van hetzelfde atelier stamt het astronomische uurwerk in het Museum Klok & Peel in het Noord-Brabantse Asten. Op de kerktoren van Wier werd in 1946 een astronomisch uurwerk geplaatst, gemaakt door klokkenmaker F. Bruijn. Dit werd in 2012 gerestaureerd door Toine Daelmans. In 2010 werd in 's-Hertogenbosch een astronomisch uurwerk gereconstrueerd op basis van het origineel uit 1513 dat in de Sint-Janskathedraal stond. Het uurwerk draagt de naam 'Oordeelspel' en is te bezichtigen aan het Jeroen Boschplein.

## Galerij

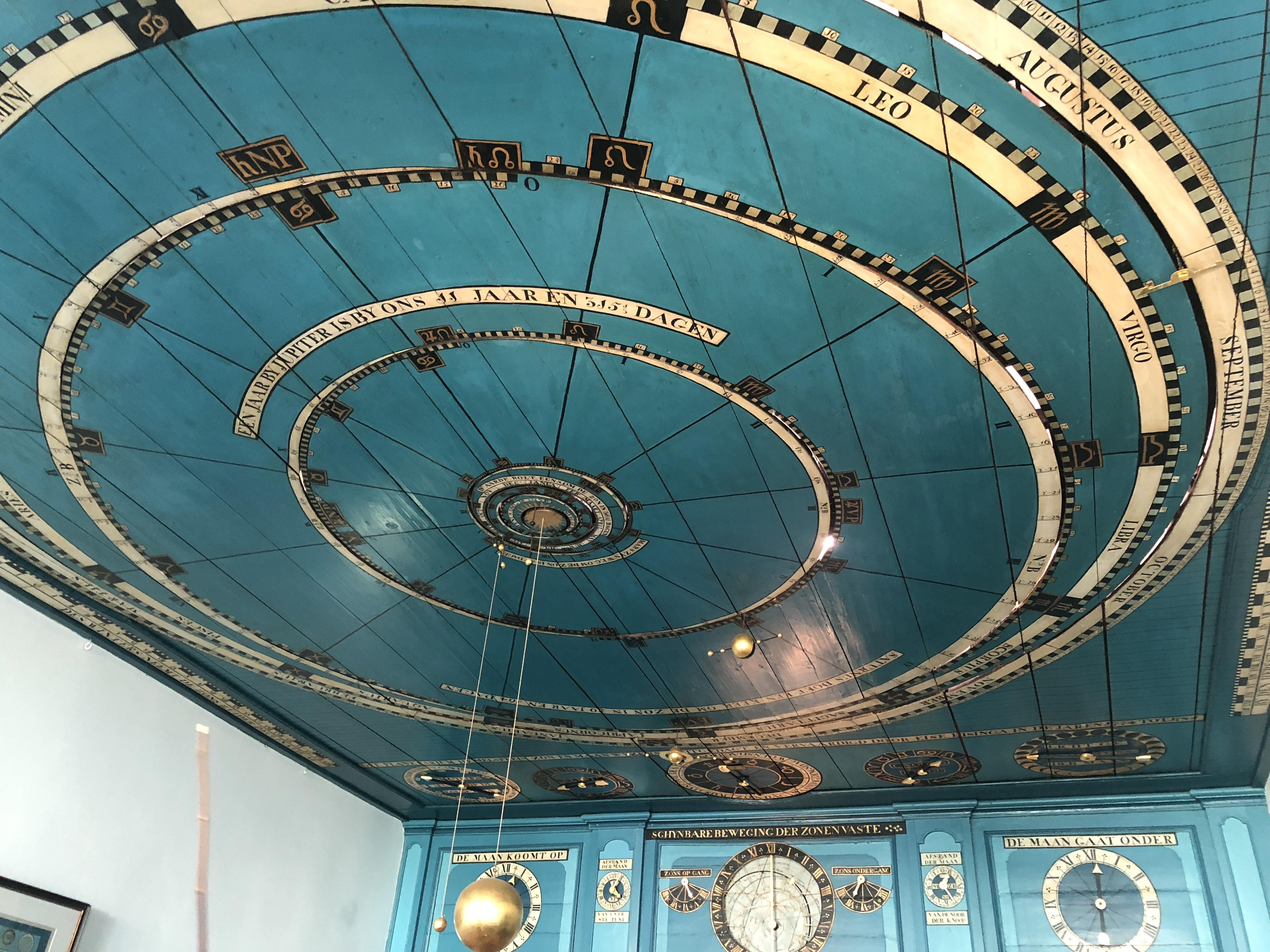
Koninklijk Eise Eisinga Planetarium (Franeker)
- Kathedraal van Lyon (Frankrijk)
- Zytglogge-toren in Bern (Zwitserland)
- Marienkirche in Rostock (Duitsland)
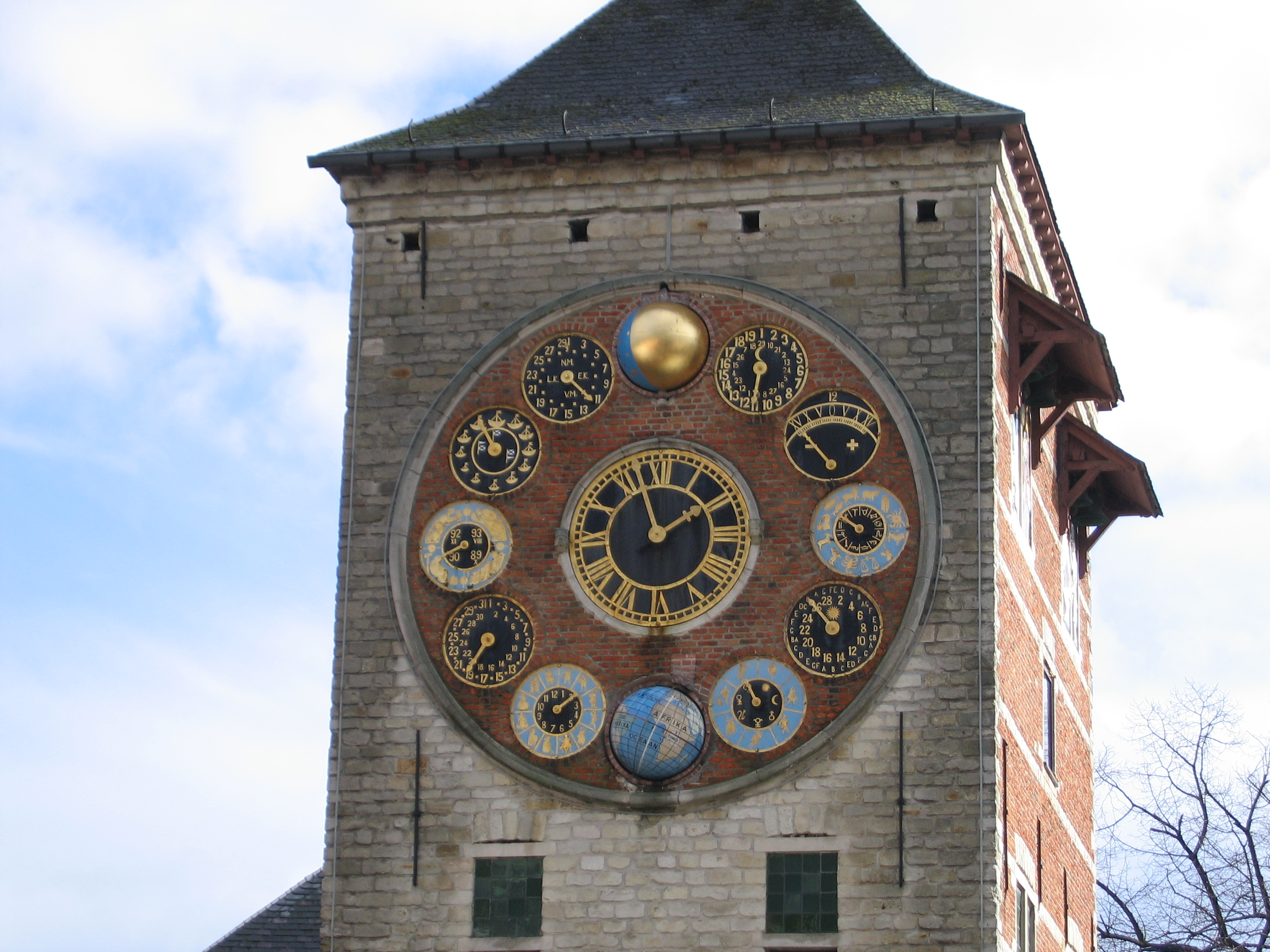
Zimmertoren in Lier (België)
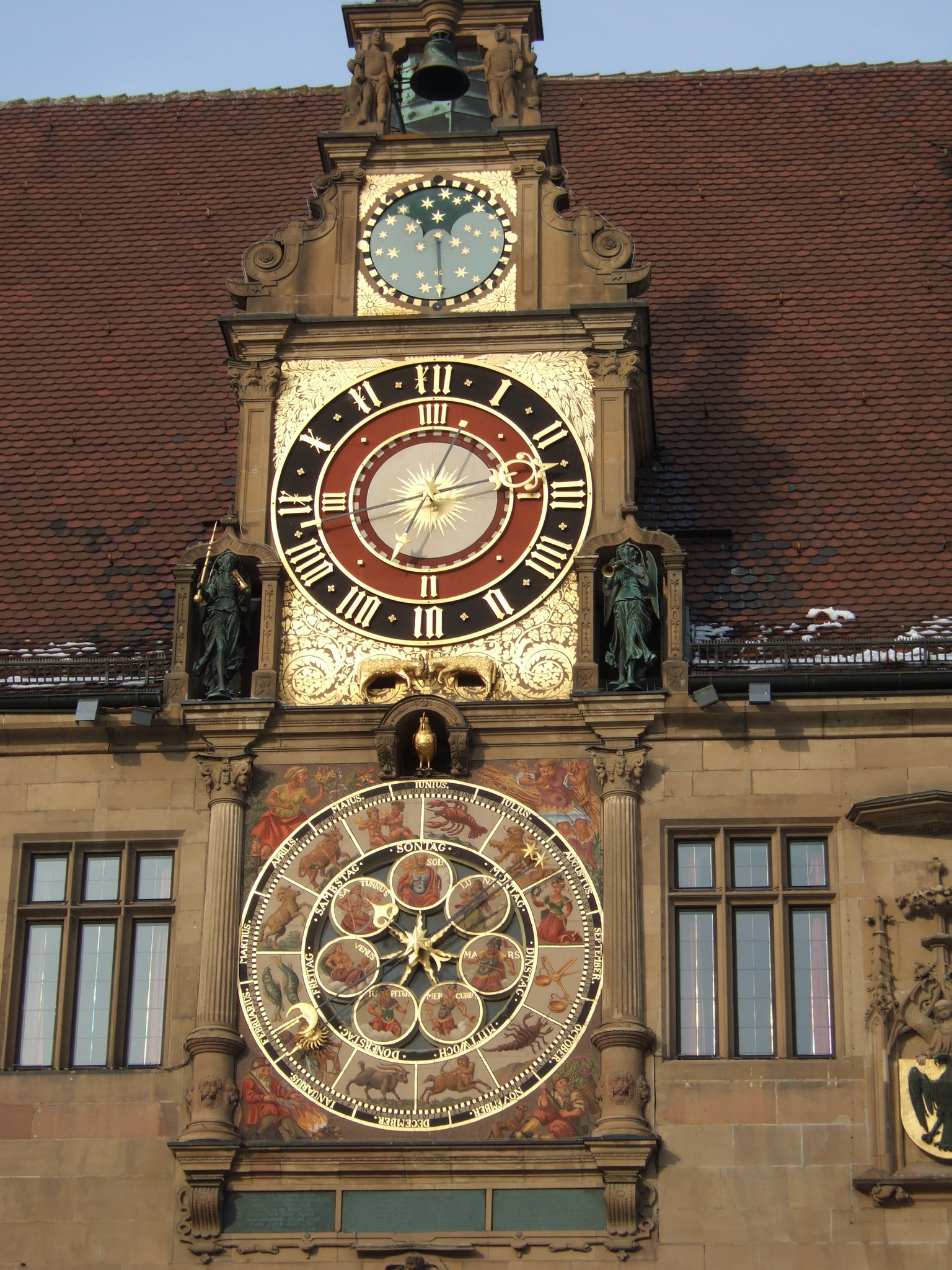
Stadhuis van Heilbronn (Duitsland)
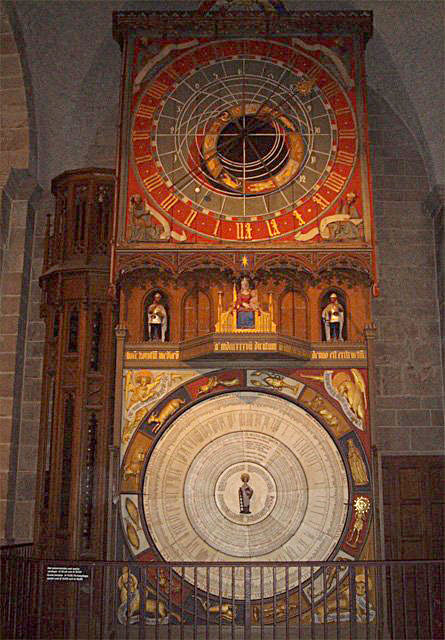
Kathedraal van Lund (Zweden)
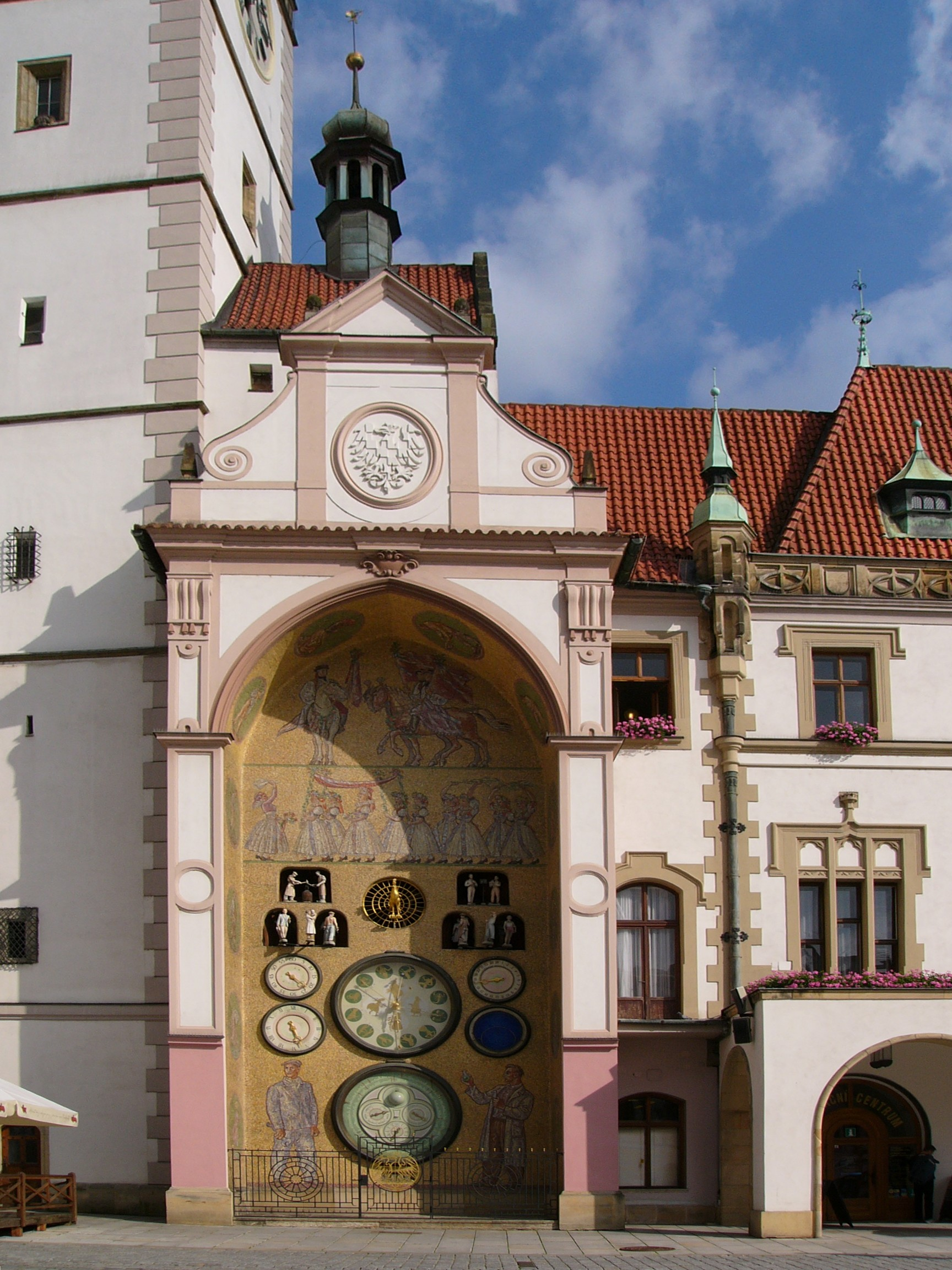
Raadhuis van Olomouc (Tsjechië)
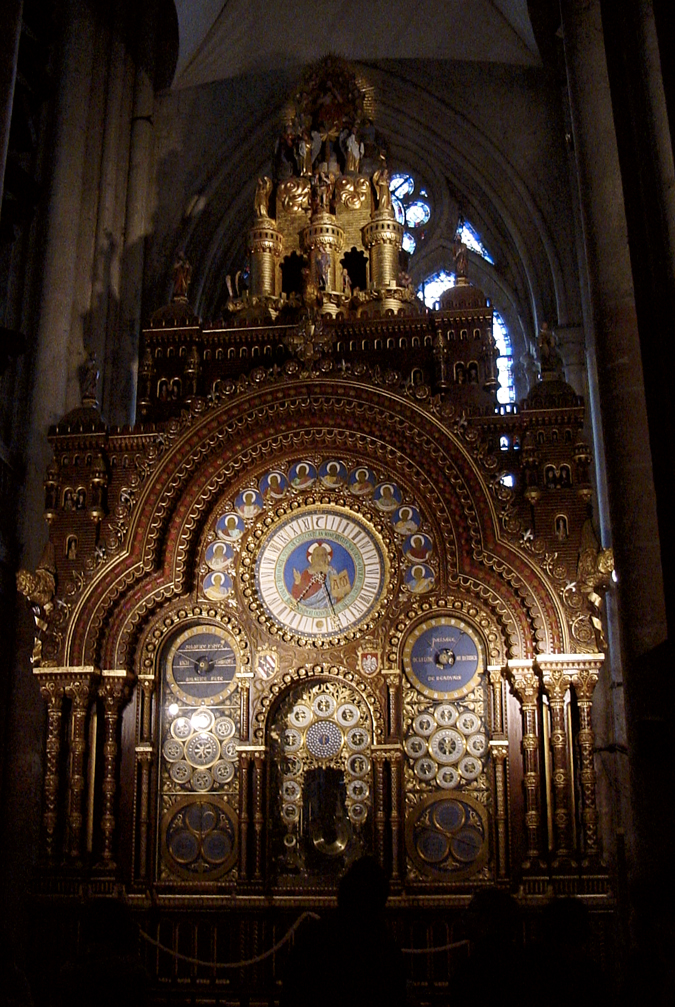
Kathedraal van Beauvais (Frankrijk)
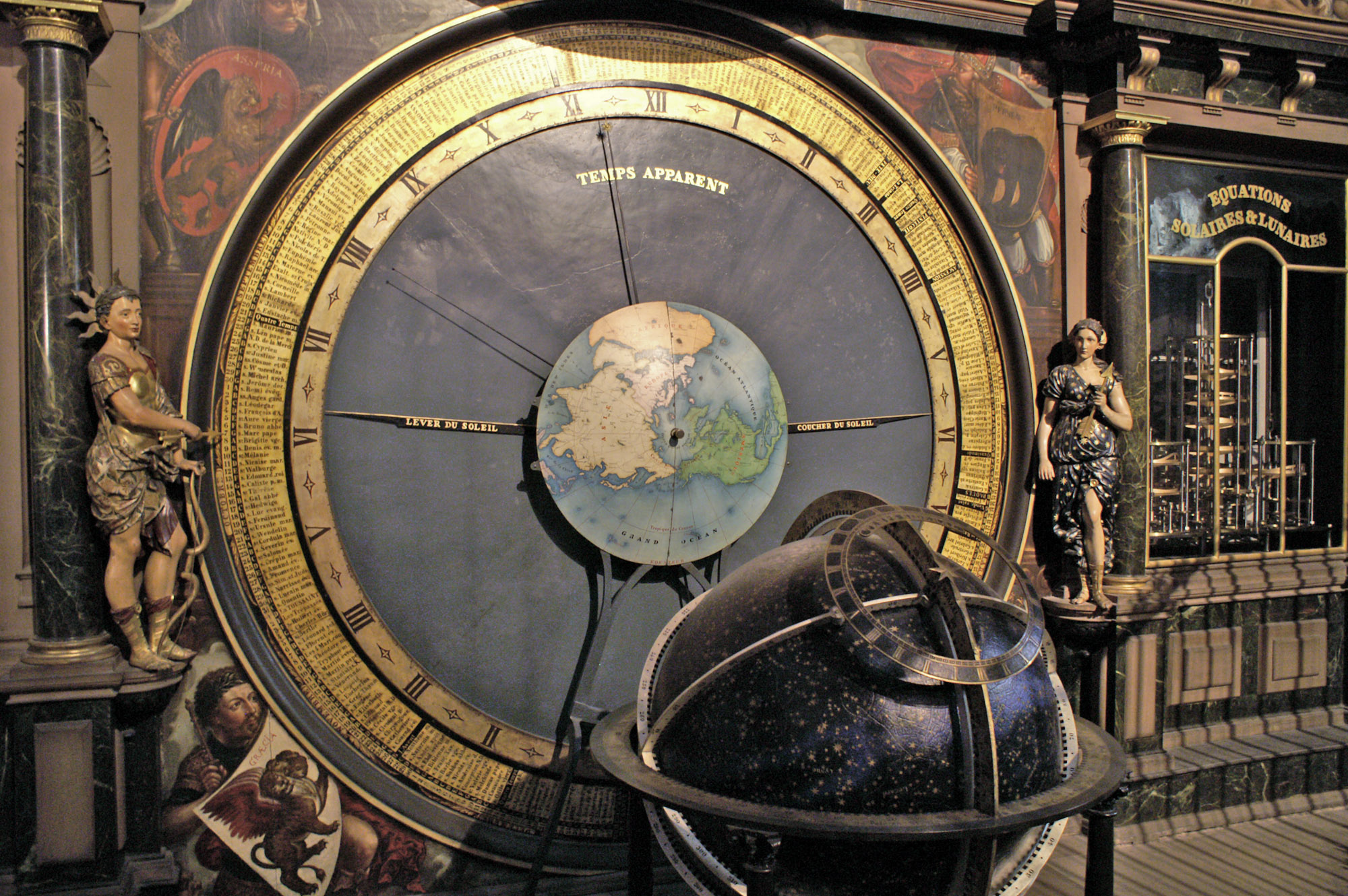
Notre-Dame van Straatsburg (Frankrijk)
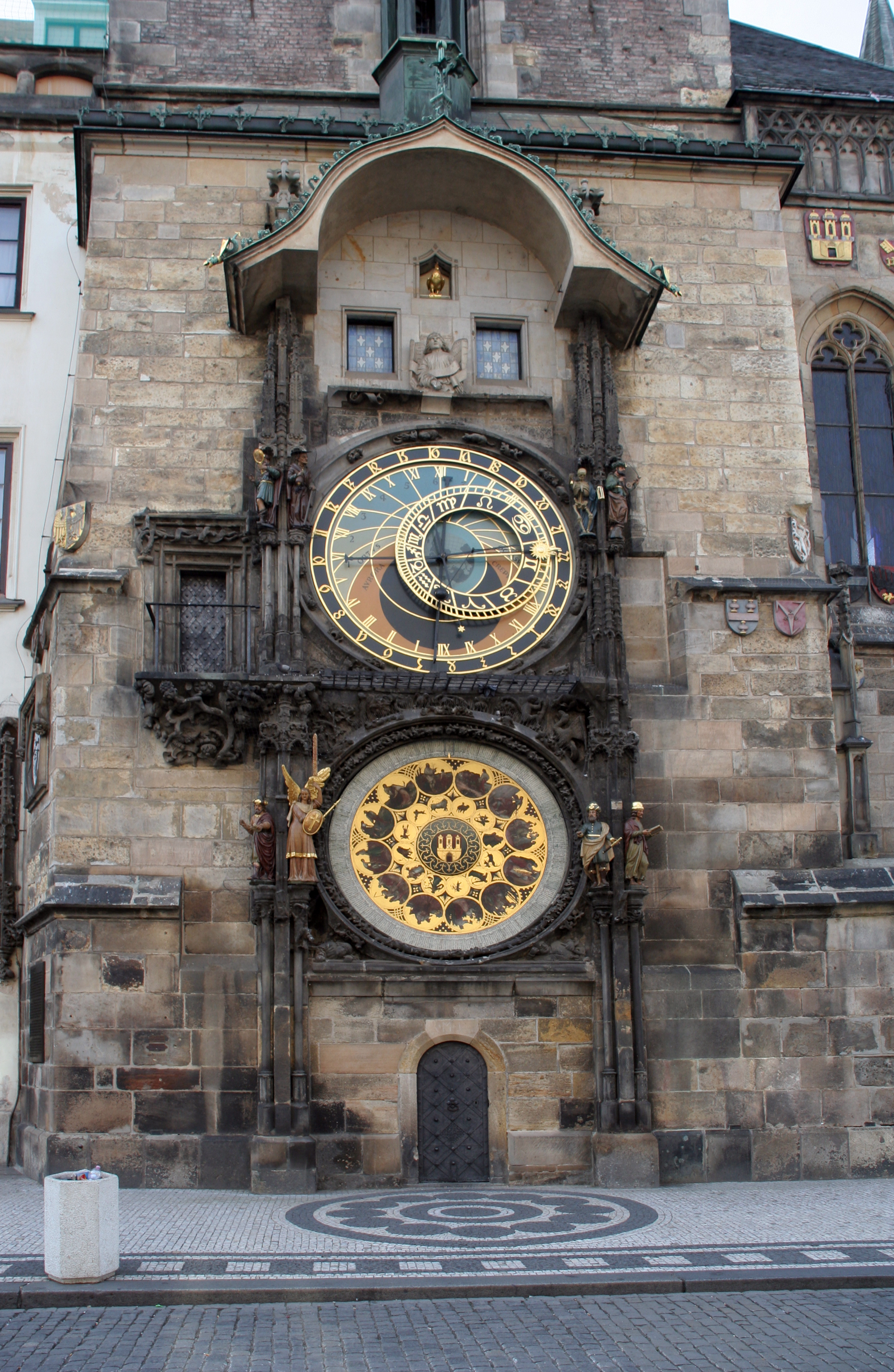
Astronomisch uurwerk van Praag (Tsjechië)
- Astronomisch uurwerk van 1642 in de Marienkirche In Rostock (Duitsland)
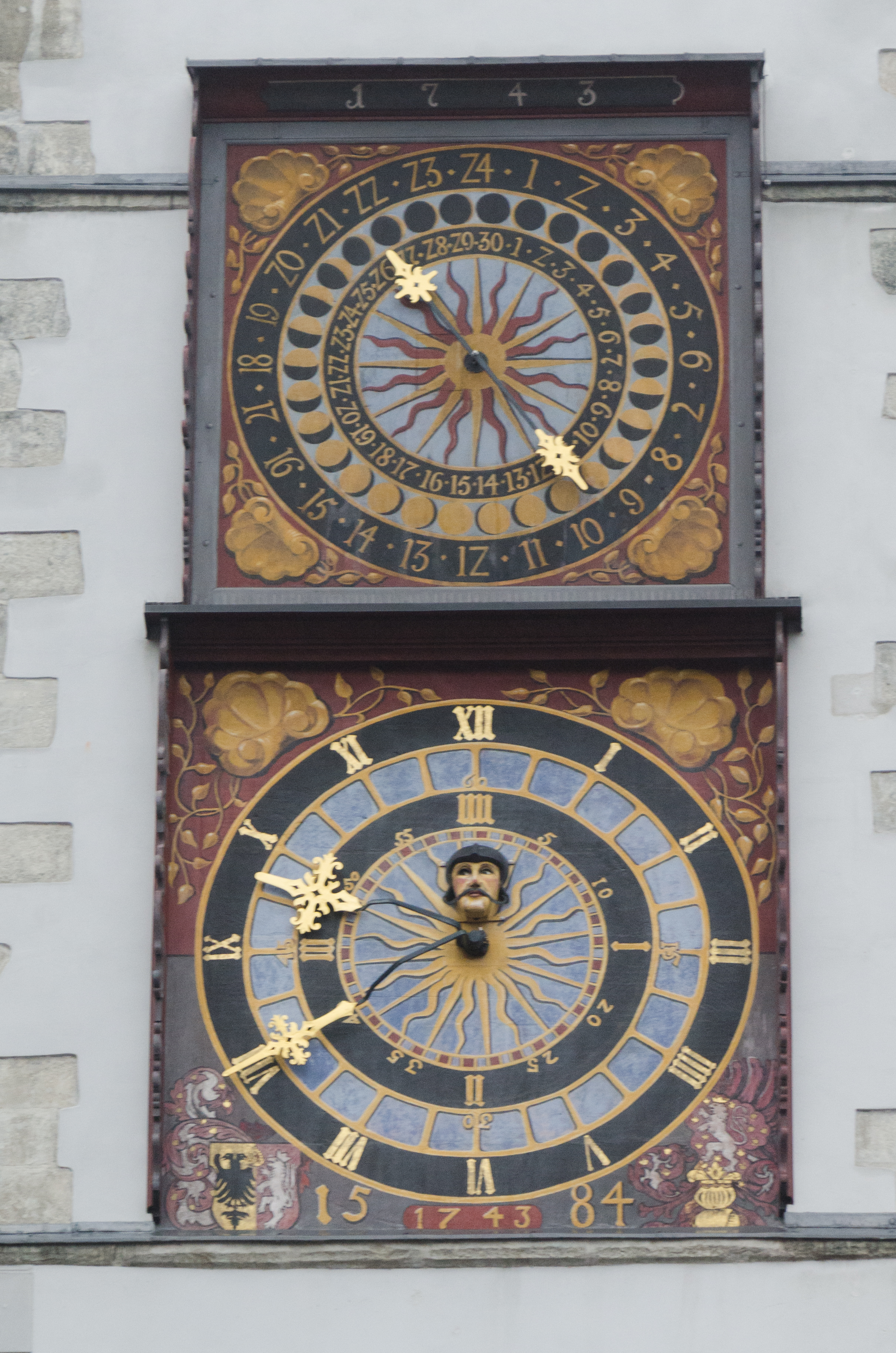
Astronomisch uurwerk op het Oude Raadhuis van Görlitz (Duitsland)
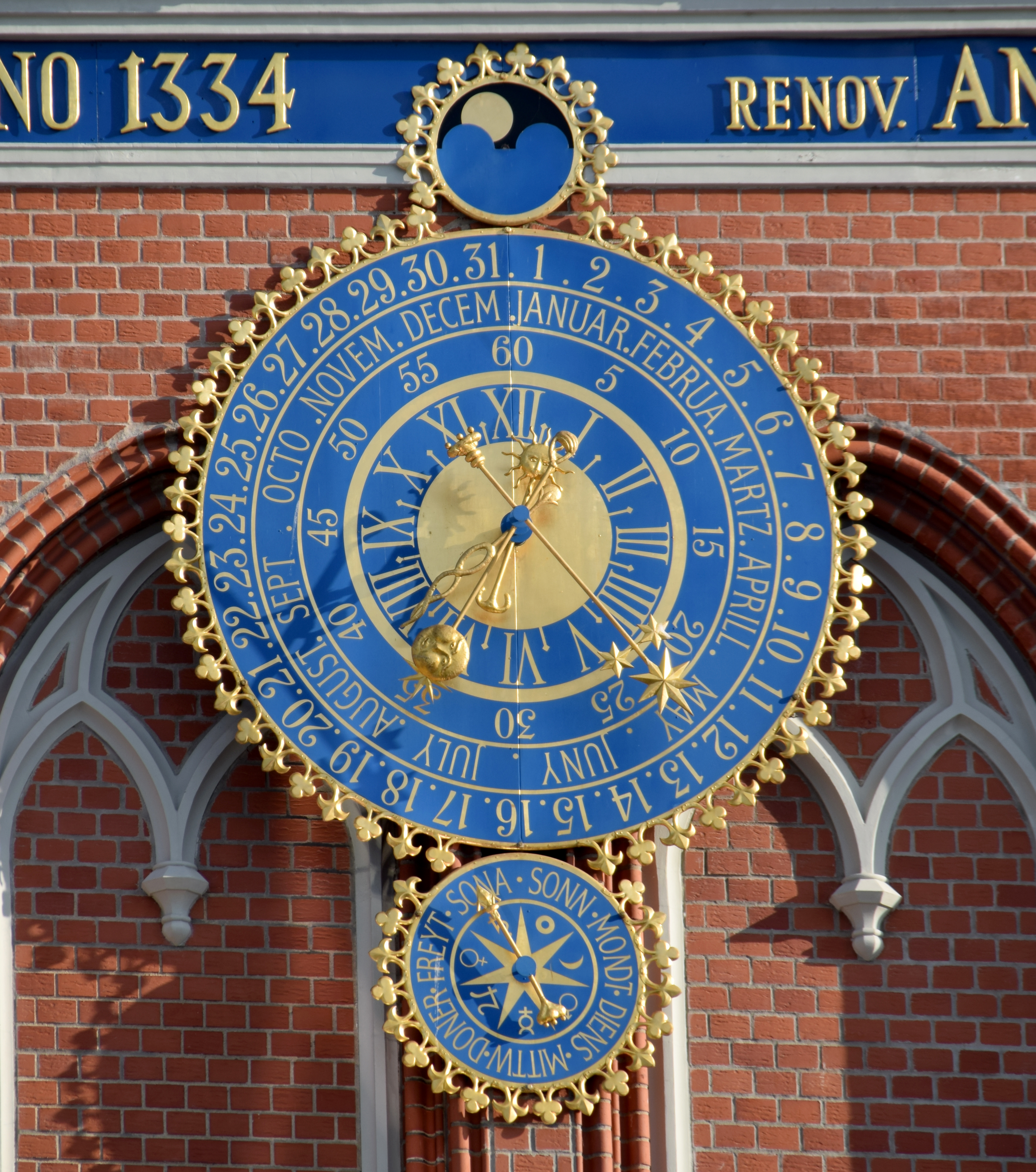
Astronomisch uurwerk op het Zwarthoofdenhuis (Riga)

## Het astronomische polshorloge
Het eerste polshorloge met dezelfde functies als het astronomisch uurwerk van Praag is gemaakt in Nederland, t.w. het Astrolabium van Christiaan van der Klaauw (1992).

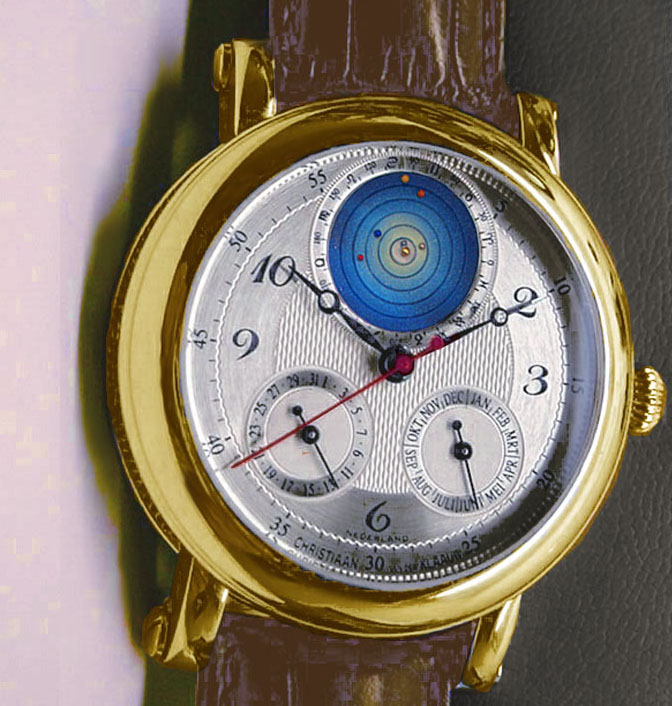
Klaauw Planetarium 2000
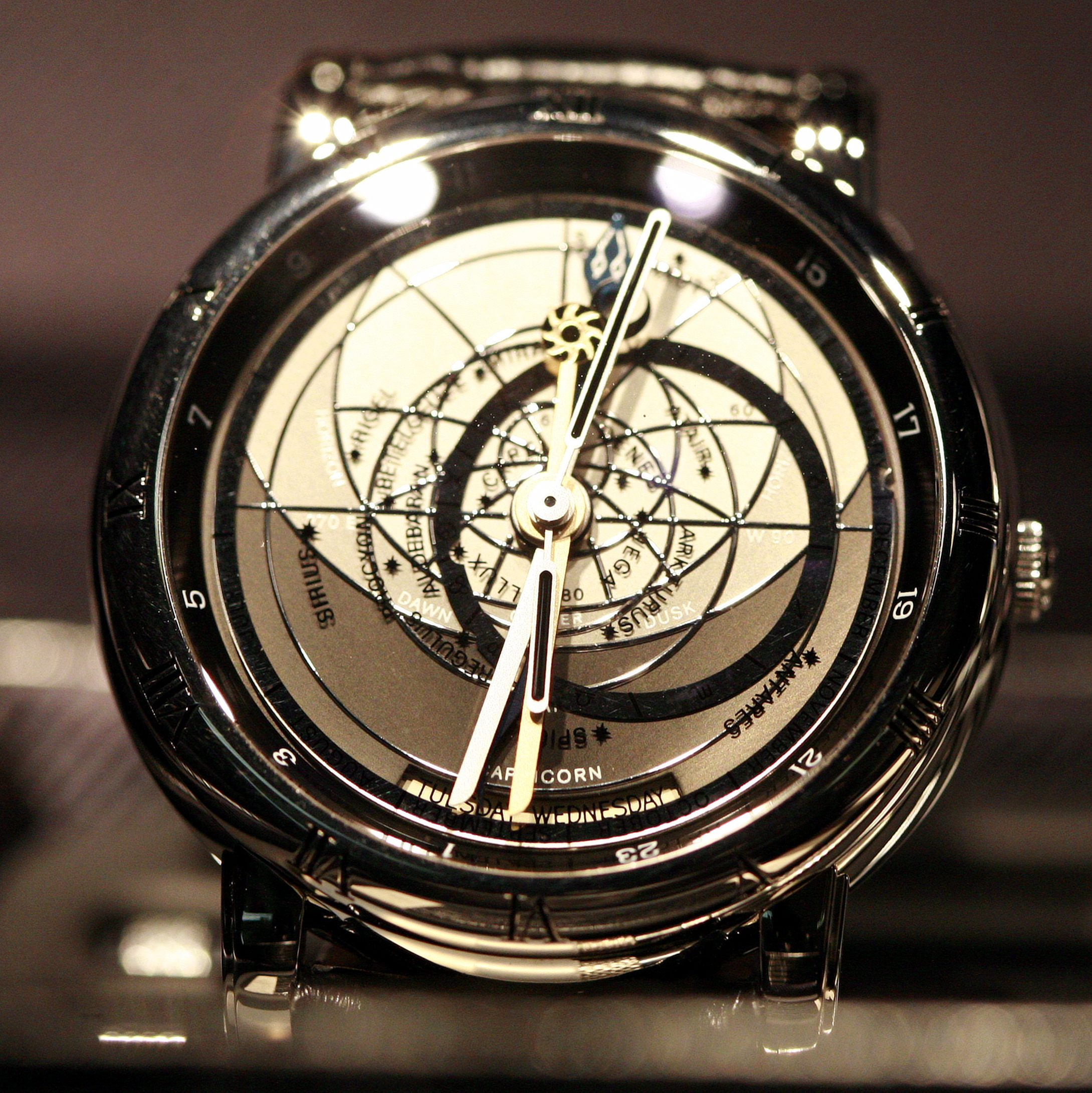
Astrolabium Galileo Galilei
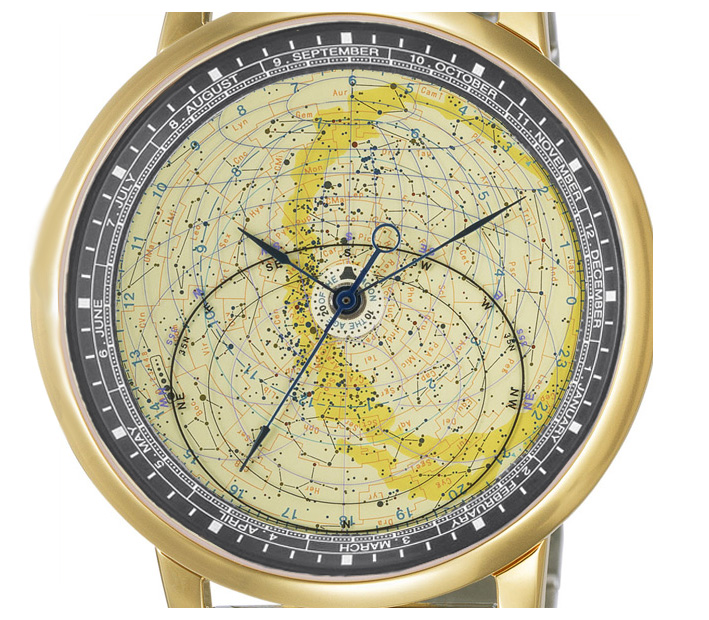
Citizen Cosmosign